# چنان بزرگ
چنان بزرگ (انگلیسی: So Big) یک فیلم درام آمریکایی به کارگردانی رابرت وایز است که در سال ۱۹۵۳ منتشر شد.

## بازیگران
- جین وایمن
- استرلینگ هایدن
- استیو فارست
- نانسی اولسون
- الیزابت فریزر
- مارتا هایر
- ریچارد بیمر
- تامی رتیگ
- باد آزبورن